# Something New (canción de Girls Aloud)
«Something New » es una canción interpretada por la banda pop británica Girls Aloud, la canción producida por Higgins y Xenomania. Fue estrenada en  "Capital FM" el 16 de octubre de 2012 luego de que se filtrara en la red el día anterior, la canción será lanzada el próximo 18 de noviembre de 2012. Esta es el sencillo #22 de la agrupación y el primero en ser lanzado en la década del 2010's además hace parte de un álbum recopilatorio llamado TEN y es lanzada como sencillo de caridad para "Children in Need" siendo el cuarto que lanza para esta fundación.  
La canción en general recibió elogios de la crítica especializada, quienes resaltaron la inusual estructura de la canción, al igual que el contenido de sus letras, las cuales son comparadas con el poder femenino y feminismo dado por intérpretes como Beyoncé y las Spice Girls.

## Antecedentes y Lanzamiento
"Something New" es el primer sencillo de Girls Aloud desde el 2009, Después de anunciar en julio de ese año de que se separarían para lograr carreras de solistas a pesar de que en febrero de ese mismo año habían firmado con Fascination Records por 3 álbumes más, los planes iniciales era que las chicas volvieran a finales del 2010 pero Nicola Roberts en una entrevista confirmó que volverían hasta el 2012 En ese tiempo Cheryl Cole Lanzó 3 álbumes como solista 3 Words, El cual fue exitoso gracias a que Cheryl era una estrella de televisión. Messy Little Raindrops y A Million Lights Mientras que Nadine Coyle lanzó Insatiable y Nicola Roberts Cinderella's Eyes.
Luego de meses de rumores y especulación en agosto de 2012 Cheryl confirmó que Girls Aloud regresaría en noviembre de 2012 para celebrar su décimo aniversario. Unos días después la misma integrante en una entrevista para BBC Radio 1 y Capital FM confirmó que un nuevo sencillo junto a Girls Aloud saldría en noviembre de 2012 y reveló parte de la letra solo diciendo "I just wanna dance"
Más tarde en octubre de 2012 la página oficial de la banda coloco un reloj en cuenta regresiva donde anunciaban el regreso de la misma,  el sencillo fue anunciado oficialmente el 19 de octubre en una conferencia de prensa por las 5 integrantes de la banda aunque el sencillo se estrenó en la radio dos días antes.

## Vídeo
El vídeo musical fue dirigido por Ray Kay y fue grabado a inicios de octubre de 2012.  fue lanzado en Vevo luego de una rueda de prensa el 19 de octubre de 2012. El vídeo es una mezcla de planos en a color blanco y negro mostrados a toda velocidad, donde se muestra a cada una de las integrantes solas cantando y bailando frente a un triángulo mientras que en otras tomas sale la banda completa con unos vestidos en corte de tulipán de color naranja, la única que es mostrada de una forma diferente es Sarah Harding quien sale sobre un fondo blanco aparentemente desnuda donde se le proyectan unas imágenes en su cuerpo, el vídeo muestra un patrón típico en Kay el cual se ha visto anteriormente en vídeos como Fight for This Love de Cheryl Cole y Domino de Jessie J.

## Formatos
| UK CD 1. "Something New" 2. "Something New" (Jim Elliot Remix) 3. "Something New" (The Alias Radio Mix) 4. "Something New" (Fred Falke Remix) UK 7" picture disc 1. "Something New" 2. "Something New" (Seamus Haji Remix) Digital download 1. "Something New" iTunes Remixes EP download 1. "Something New" 2. "Something New" (Jim Elliot Remix) 3. "Something New" (The Alias Radio Mix) 4. "Something New" (Manhattan Clique Remix) 5. Girls Aloud Megamix |

## Posicionamiento en listas
| País        | Lista (2012-13)         | Mejor posición |
| ----------- | ----------------------- | -------------- |
| Escocia     | Scottish Singles Top 40 | 2              |
| Eslovaquia  | Radio Top 100 Chart     | 16             |
| Hungría     | Rádiós Top 40           | 3              |
| Irlanda     | Irish Singles Chart     | 4              |
| Reino Unido | UK Singles Chart        | 2              |